# Willem Wagenaar (surrealist)

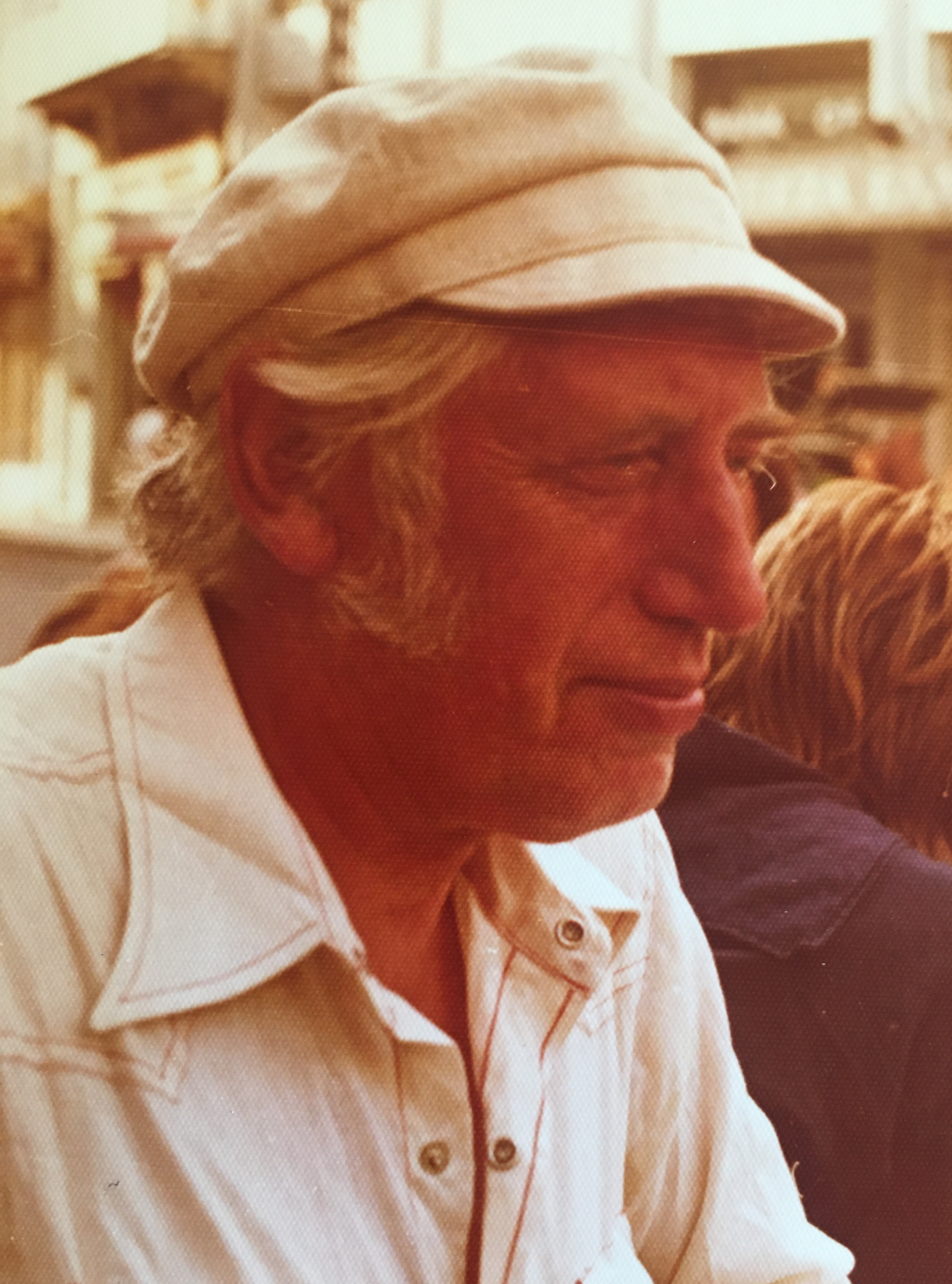
Portret van Willem Wagenaar rond 1980, foto Jacoba Haas

Willem Bartele Wagenaar (Groningen, 17 augustus 1907 – 3 januari 1999) was een Nederlandse schilder, galeriehouder, tekenleraar en surrealist. 
Zijn kleine galerie Nord in de Utrechtse Vinkenburgstraat maakte hij tot het magisch centrum van het Nederlands surrealisme vanaf ongeveer 1930..Hier verkocht hij surrealistische tijdschriften Variétés en Sélection maar ook meubilair van Gerrit Rietveld, 78 toerenplaten van Duke Ellington, affiches van Cassandre en filmpjes van Charlie Chaplin. Het werd de ontmoetingsplaats van schilders als Jopie Moesman, Willem van Leusden, Pyke Koch en Louis Wijmans. Zijn werkzaamheden vonden veelal plaats in het verborgene, omringd met een waas van geheimzinnigheid. Hij begon een kunstacademie in Utrecht, die rond 1938 verplaatst werd naar Marokko. Aan het eind van de Tweede Wereldoorlog zijn bijna al zijn schilderijen vernietigd en zat hij zelfs in de gevangenis. Na deze periode werkt hij lang als filmoperateur in de Amsterdamse bioscoop Alhambra. Begin jaren tachtig gaat Wagenaar samenwonen met de kunstschilderes Jacoba Haas, met wie hij vlak voor zijn dood in 1998 trouwde: "ze verwachten een rouwkaart, maar krijgen een trouwkaart." Haas inspireerde Wagenaar tot het weer oppakken van zijn schilderkunst en samen namen ze deel aan verschillende surrealistische tentoonstellingen.

## Surrealistische bijeenkomsten
Halverwege de jaren tachtig tot ca. 2008 worden de surrealistische activiteiten en maandelijkse bijeenkomsten weer opgepakt door een klein vast gezelschap met een wisselende samenstelling van gasten. De vaste deelnemers waren naast Willem Wagenaar, de dichter Louis Th. Lehmann (1920-2012), kunstschilder Louis Wijmans (1905-1994), kunstschilderes Jacoba Haas (1946-2018), bètafysicus Bastiaan van der Velden, surrealisme-kenner en kunstenaar Her de Vries (1930-2020), kunstschilder Rogier Otto, kunstschilder Hendrik Beekman, en filmer en fotograaf Emiel van Moerkerken (1916-1995). Willem Wagenaar zei in 1994 over deze bijeenkomsten: "We wisselen nieuwtjes uit over surrealistische publicaties en dat soort dingen. We hebben allemaal een tik. We delen de gekte met elkaar." De dichter Louis Th. Lehmann zei in 1995 over de surrealistische ontmoetingen in een Amsterdams café: "Een zaterdag per maand ontmoeten we elkaar in een café. De gelederen zijn wat uitgedund, er is een oude schilder gestorven, en ook mijn oudste vriend, Emiel van Moerkerken, is enige maanden geleden gestorven. Dat was heel naar." "Het zijn er soms een stuk of tien, en soms zijn het er vijf. De oude Willem Wagenaar komt er bijvoorbeeld ook - een zeer verdienstelijk schilder, een surrealist uit Utrecht. Hij is al heel oud, maar zeer bij de tijd. Op die middagen praten we. Over heel andere dingen dan het surrealisme. Het is een schertsgenootschap." Ondanks dit beeld van Lehmann inspireerde de groepsleden elkaar in kunstzinnige activiteiten, zo organiseerde de galeriehouder Hendrik Beekman meerdere surrealistische tentoonstellingen met bijdrages van Wagenaar en de andere leden van dit gezelschap. Daarnaast nodigden de leden elkaar uit op voordrachten, boekpresentaties en surrealistische diners. Ten slotte inspireerde de bijeenkomsten de kunstschilderes Jacoba Haas tot het schilderen van een surrealistisch groepsportret van dit gezelschap: Het Laatste Avondmaal.

## Nalatenschap
In 2001 organiseerde het Centraal Museum in Utrecht een overzichtstentoonstelling van het werk van Willem Wagenaar.
- Bibliothèque nationale de France: cb144701542 (data)
- Biografisch Portaal: 57738026
- Gemeinsame Normdatei: 129874175
- International Standard Name Identifier: 0000 0000 1743 4455
- Nederlandse Thesaurus van Auteursnamen: 23865320X
- RKD-Nederlands Instituut voor Kunstgeschiedenis: 82404
- Virtual International Authority File: 72483874
- WorldCat: E39PBJqVQmqBxMBxmHfJ9pdvpP